# Kapuállító
Kapuállító – Kovászna megye íróinak Sepsiszentgyörgyön a Megyei Művelődési és Nevelési Bizottság kiadásában megjelent kétkötetes antológiája (1969; 1982). Elsősorban a Megyei Tükör belső munkatársainak írásait tartalmazza.
Az I. kötetet 1969-ben Jecza Tibor, a II. kötetet 1982-ben Czegő Zoltán szerkesztette. Dali Sándor Ajánlása szerint a kötetek szerzői "a Kovászna megyei írók, költők elhivatottságának és a legnemesebb hagyományoknak megfelelően igyekeznek meghallói lenni e föld népének".
Az I. kötetből Bogdán László, Csiki László, Farkas Árpád, Magyari Lajos, Tömöry Péter verseit, Péter Sándor, Tompa Ernő, Vári Attila prózai írásait, Veress Dániel és Sombori Sándor színpadi munkáit emeljük ki.
A II. kötet írói: Holló Ernő, Dali Sándor, Veress Károly, Sombori Sándor, Bogdán László, Magyari Lajos (itt jelent meg először Csoma Sándor naplója című poémája), Czegő Zoltán, Sütő István, Sylvester Lajos, Veress Dániel (Világirodalmi olvasónapló). Kiemelkedik Fábián Ernő Közösség és kultúra c. tanulmánya, mely "a nemzetiség etnokulturális információs anyagá"-nak jelentőségét méltatja. Itt jelentek meg Markó Béla korai versei.